# Copa Intercontinental de la FIFA
|  | No s'ha de confondre amb la Copa Intercontinental de futbol (1960-2004), també coneguda com a Copa d'Europa/Sud-amèrica. |

La Copa Intercontinental de la FIFA (anglès: FIFA Intercontinental Cup) és la màxima competició anual entre clubs de futbol del planeta. És organitzada per la Federació Internacional de Futbol Associació (FIFA), l'organisme rector mundial de l'esport. La primera edició es va disputar entre setembre i desembre del 2024.
La competició, que atorga el títol mundial anual, compta només amb els sis clubs campions de cada confederació de la FIFA i es disputa com un torneig d'eliminació directa, en què el club europeu té reservat el passi directe a la final. Aquest torneig, que va reprendre el nom de l'antiga Copa Intercontinental, és una nova versió del format anual del Mundial de Clubs de la FIFA, amb la diferència que ja no hi participa un club representant del país que actua com a seu.

## Història
El 16 de desembre del 2022, el Consell de la FIFA va aprovar l'expansió de la Copa Mundial de Clubs de la FIFA de 7 a 32 equips, començant el 2025. El torneig del 2023 va ser l'últim disputat sota el format anterior.
Tot i això, les confederacions van expressar a la FIFA la necessitat que els campions de les seves principals competicions de clubs encara s'enfrontin anualment per "estimular la competitivitat". Per tant, el 14 de març del 2023, el Consell de la FIFA va aprovar un concepte estratègic per a una competició anual de clubs a partir del 2024, posteriorment denominada Copa Intercontinental de la FIFA.
Compte amb els campions de les principals competicions de clubs de les sis confederacions de la FIFA, a saber, la Lliga de Campions de l'AFC, la Lliga de Campions de la CAF, la Lliga de Campions de la CONCACAF, la CONMEBOL Libertadores, la Lliga de Campions de l'OFC i la Lliga de Campions de la UEFA.

## Format

### Instàncies en disputa
La competició inclou una sèrie d'eliminatòries intercontinentals entre clubs de totes les confederacions excepte la UEFA, el representant de la qual participa directament de la final, com a premi per haver estat repetidament el guanyador del torneig en els darrers anys. En contrast amb el format de l'antic Mundial de Clubs, aquestes eliminatòries estan organitzades en forma de tornejos secundaris entre confederacions, de manera que a més del campió intercontinental de cada edició existiran campions interregionals. En el format actual hi ha quatre instàncies en disputa:
- Copa Àfrica-Àsia-Pacífic: Correspon als partits 1 i 2 del torneig. Al primer, el guanyador de la Lliga de Campions de l'OFC s'enfronta al guanyador de la Lliga de Campions de l'AFC o de la Lliga de Campions de la CAF (alternant cada any), mentre que el segon enfronta el guanyador del partit anterior amb el campió restant de l'AFC o la CAF. En aquests partits, l'equip més ben posicionat a la classificació FIFA obté la localia, a diferència de les altres instàncies, que es disputen en una seu neutral.

- Derbi de les Amèriques: Correspon al tercer partit, que enfronta als guanyadors de la Lliga de Campions de la CONCACAF i la CONMEBOL Libertadores.

- Copa Challenger: Correspon a la final de les eliminatòries, disputada entre els guanyadors de la Copa Àfrica-Àsia-Pacífic i el Derbi de les Amèriques.

- Copa Intercontinental: Final del torneig, disputada entre el guanyador de la Copa Challenger i el campió de la Lliga de Campions de la UEFA. El guanyador serà campió intercontinental.

Amb aquest format, va deixar d'existir la quota per al país amfitrió del torneig.

### Quadre de desenvolupament
|  | Primera ronda                | Primera ronda                     |                                             |   | Segona ronda | Segona ronda |  |  | Eliminatòria | Eliminatòria |  |  | Final | Final |
|  |                              |                                   |                                             |   |              |              |  |  |              |              |  |  |       |       |
|  |                              |                                   |                                             |   |              |              |  |  |              |              |  |  |       |       |
|  |                              |                                   |                                             |   |              |              |  |  |              |              |  |  |       |       |
|  |                              |                                   |                                             |   |              |              |  |  |              |              |  |  |       |       |
|  | Copa Àfrica-Àsia-Pacífic     |                                   |                                             |   |              |              |  |  |              |              |  |  |       |       |
|  |                              |                                   |                                             |   |              |              |  |  |              |              |  |  |       |       |
|  | Campió AFC o Campió CAF      | -                                 |                                             |   |              |              |  |  |              |              |  |  |       |       |
|  | Campió AFC o Campió CAF      | -                                 | Eliminatoria de la Copa Àfrica-Àsia-Pacífic |   |              |              |  |  |              |              |  |  |       |       |
|  |                              |                                   | Guanyador Play-off                          | - |              |              |  |  |              |              |  |  |       |       |
|  | Campió AFC o Campió CAF      | -                                 | Guanyador Play-off                          | - |              |              |  |  |              |              |  |  |       |       |
|  | Campió AFC o Campió CAF      | -                                 | Copa Challenger                             |   |              |              |  |  |              |              |  |  |       |       |
|  | Campió OFC                   | -                                 |                                             |   |              |              |  |  |              |              |  |  |       |       |
|  | Campió OFC                   | -                                 | Campió de la Copa Àfrica-Àsia-Pacífic       | - |              |              |  |  |              |              |  |  |       |       |
|  |                              |                                   | Campió de la Copa Àfrica-Àsia-Pacífic       | - |              |              |  |  |              |              |  |  |       |       |
|  |                              | Campió del Derbi de les Amèriques | -                                           |   |              |              |  |  |              |              |  |  |       |       |
|  |                              | Campió del Derbi de les Amèriques | -                                           |   |              |              |  |  |              |              |  |  |       |       |
|  | Derbi de les Amèriques       |                                   |                                             |   |              |              |  |  |              |              |  |  |       |       |
|  |                              |                                   |                                             |   |              |              |  |  |              |              |  |  |       |       |
|  | Campió Conmebol              | -                                 |                                             |   |              |              |  |  |              |              |  |  |       |       |
|  | Campió Conmebol              | -                                 |                                             |   |              |              |  |  |              |              |  |  |       |       |
|  |                              |                                   | Campió CONCACAF                             | - |              |              |  |  |              |              |  |  |       |       |
|  |                              |                                   | Campió CONCACAF                             | - |              |              |  |  |              |              |  |  |       |       |
|  |                              |                                   | Copa Intercontinental                       |   |              |              |  |  |              |              |  |  |       |       |
|  |                              |                                   |                                             |   |              |              |  |  |              |              |  |  |       |       |
|  | Campió de la Copa Challenger | -                                 |                                             |   |              |              |  |  |              |              |  |  |       |       |
|  | Campió de la Copa Challenger | -                                 |                                             |   |              |              |  |  |              |              |  |  |       |       |
|  |                              |                                   | Campió UEFA                                 | - |              |              |  |  |              |              |  |  |       |       |
|  |                              |                                   | Campió UEFA                                 | - |              |              |  |  |              |              |  |  |       |       |
|  |                              |                                   |                                             |   |              |              |  |  |              |              |  |  |       |       |
|  |                              |                                   |                                             |   |              |              |  |  |              |              |  |  |       |       |
|  |                              |                                   |                                             |   |              |              |  |  |              |              |  |  |       |       |
|  |                              |                                   |                                             |   |              |              |  |  |              |              |  |  |       |       |
|  |                              |                                   |                                             |   |              |              |  |  |              |              |  |  |       |       |
|  |                              |                                   |                                             |   |              |              |  |  |              |              |  |  |       |       |
|  |                              |                                   |                                             |   |              |              |  |  |              |              |  |  |       |       |
|  |                              |                                   |                                             |   |              |              |  |  |              |              |  |  |       |       |
|  |                              |                                   |                                             |   |              |              |  |  |              |              |  |  |       |       |
|  |                              |                                   |                                             |   |              |              |  |  |              |              |  |  |       |       |
|  |                              |                                   |                                             |   |              |              |  |  |              |              |  |  |       |       |
|  |                              |                                   |                                             |   |              |              |  |  |              |              |  |  |       |       |
|  |                              |                                   |                                             |   |              |              |  |  |              |              |  |  |       |       |
|  |                              |                                   |                                             |   |              |              |  |  |              |              |  |  |       |       |
|  |                              |                                   |                                             |   |              |              |  |  |              |              |  |  |       |       |
|  |                              |                                   |                                             |   |              |              |  |  |              |              |  |  |       |       |
|  |                              |                                   |                                             |   |              |              |  |  |              |              |  |  |       |       |
|  |                              |                                   |                                             |   |              |              |  |  |              |              |  |  |       |       |
|  |                              |                                   |                                             |   |              |              |  |  |              |              |  |  |       |       |
|  |                              |                                   |                                             |   |              |              |  |  |              |              |  |  |       |       |
|  |                              |                                   |                                             |   |              |              |  |  |              |              |  |  |       |       |

## Edicions
| Any                              | Campió                   | Resultat                 | Subcampió                | Seu                            |
| Copa Àfrica-Àsia-Pacífic         | Copa Àfrica-Àsia-Pacífic | Copa Àfrica-Àsia-Pacífic | Copa Àfrica-Àsia-Pacífic | Copa Àfrica-Àsia-Pacífic       |
| -------------------------------- | ------------------------ | ------------------------ | ------------------------ | ------------------------------ |
| 2024                             | Al-Ahly SC               | 3–0                      | Al-Ain FC                | Estadi Internacional, El Caire |
| Derbi de les Amèriques           |                          |                          |                          |                                |
| 2024                             | CF Pachuca               | 3–0                      | Botafogo FR              | Estadi 974, Doha               |
| Copa Challenger                  |                          |                          |                          |                                |
| 2024                             | CF Pachuca               | 0–0 (6:5 pen.)           | Al-Ahly SC               | Estadi 974, Doha               |
| Copa Intercontinental de la FIFA |                          |                          |                          |                                |
| 2024                             | Reial Madrid CF          | 3–0                      | CF Pachuca               | Estadio Icònic, Lusail         |

## Palmarès
| Equip           | Títols | Subcampió | Anys campionats | Anys subcampionats |
| --------------- | ------ | --------- | --------------- | ------------------ |
| Reial Madrid CF | 1      | -         | 2024            | -                  |
| CF Pachuca      | -      | 1         | -               | 2024               |

Dades actualitzades: final de l'edició del 2024

### Títols per país i confederació
| País    | Títols | Subcampió | Anys campionats | Anys subcampionats |  |
| ------- | ------ | --------- | --------------- | ------------------ |  |
| Espanya | 1      | -         | 2024            | -                  |  |
| Mèxic   | -      | 1         | -               | 2024               |  |

| Confederació                     | Títols | Subcampió | Anys campionats | Anys subcampionats |
| -------------------------------- | ------ | --------- | --------------- | ------------------ |
| UEFA (Europa)                    | 1      | -         | 2024            | -                  |
| CONCACAF (N.-C. Amèrica i Carib) | -      | 1         | -               | 2024               |

## Drets televisius
En la seva primera edició, la competició va iniciar amb poques emissores de televisió per a cada país, sent el servei de streaming propi de la FIFA, FIFA+, la principal plataforma on es podien veure els partits al llarg del món. De mica en mica, va començar a haver-hi territoris on el màxim ens del futbol va aconseguir vendre els drets de transmissió, com a Espanya amb Mediaset, que va ser la primera companyia en aconseguir els drets d'emissió del torneig. Més tard, TV Globo / SporTV es convertiria en l'emissora oficial al Brasil, DSports / DGO adquiriria els drets de TV per a Sud-amèrica hispana i beIN Sports faria el mateix als Estats Units, Canadà, Orient Mitjà i Àfrica del Nord (MENA), el Sud-est Asiàtic, França, Austràlia i Nova Zelanda.